# 부가티 디보
부가티 디보(영어: Bugatti Divo)는 부가티에서 2019년부터 2021년까지 생산했던 미드 엔진 스포츠카이고, 가격은 69억이다.차명인 디보는 1920년대 부가티를 위해 타르가 플로리오 레이스에서 두 번 우승한 프랑스 레이싱 드라이버인 알베르 디보의 이름에서 유래되었다.

## 사양

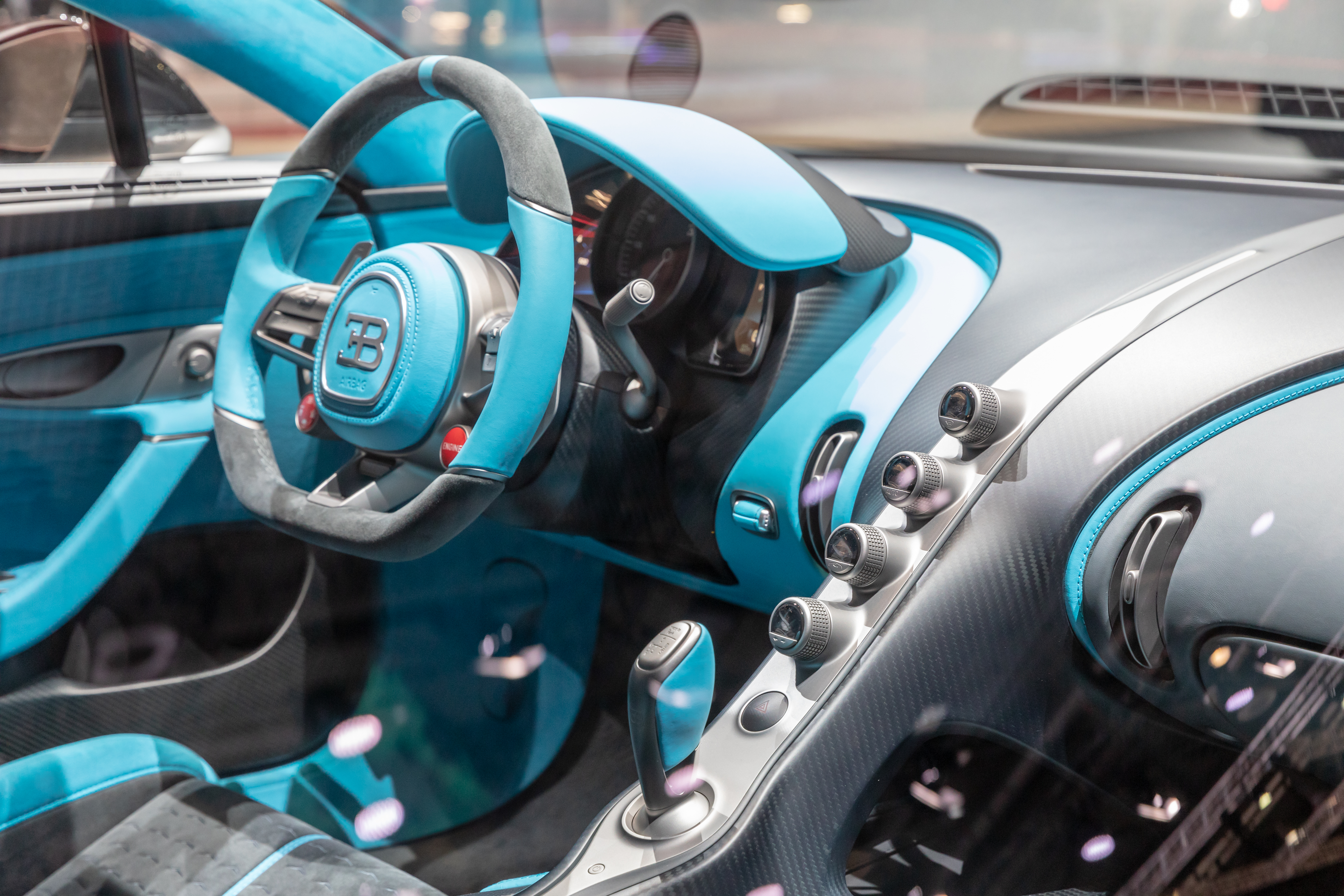
내부

## 성능

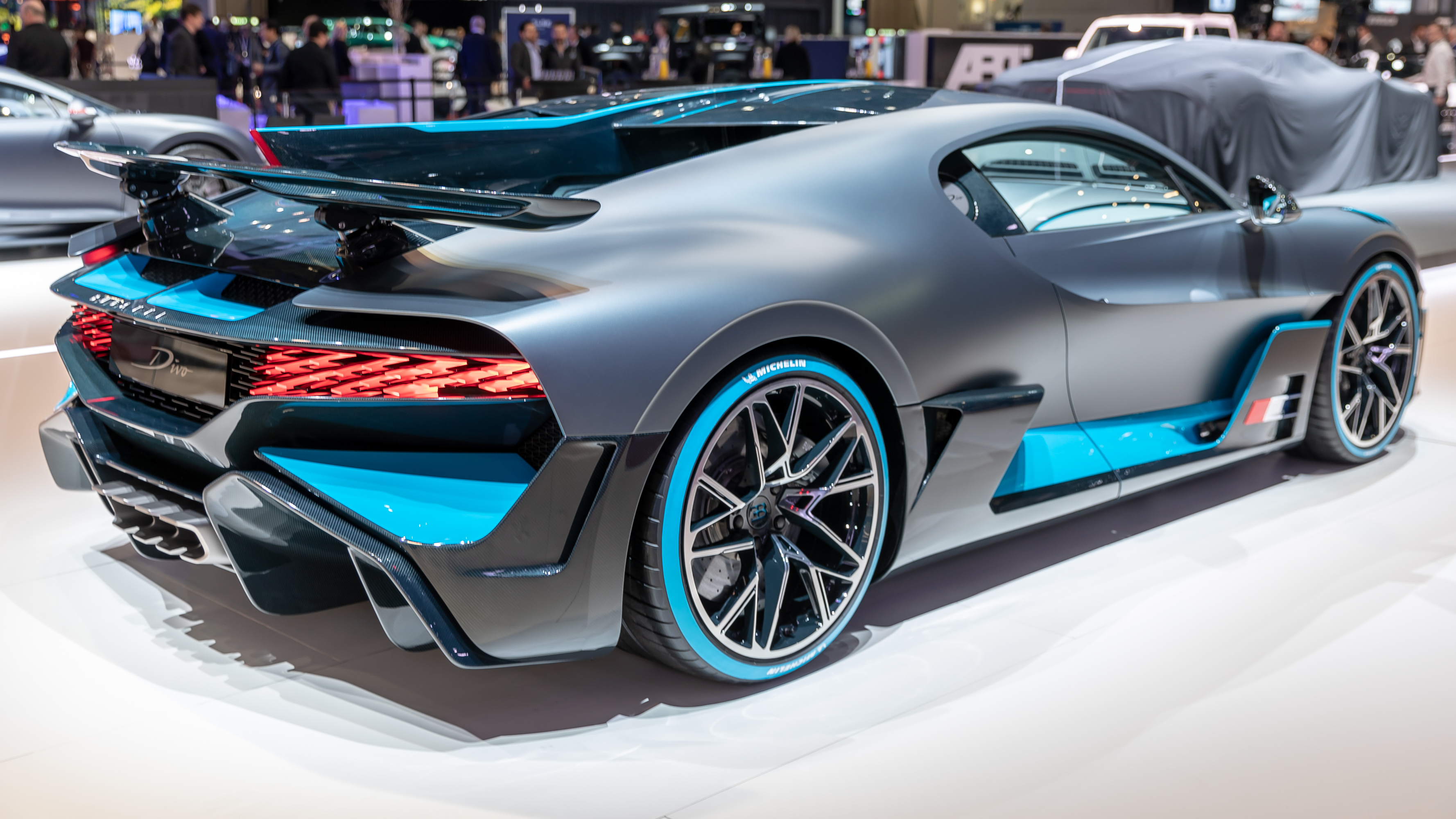
후면부

제조업체에 따르면 Nardò 테스트 트랙 주변에서 시론보다 8.0초 더 빠르며 최고 속도에서 456 kg (1,005 lb)의 다운 포스를 생성하며 시론보다  90 kg (198 lb) 더 많다.그러나 공기역학적 요소에 의해 생성된 추가 항력과 낮아진 지상고로 인한 타이어에 대한 과도한 압력으로 인해 최고 속도는 380 km/h (236 mph)로 감소하였다.

## 생산 대수
부가티 디보의 총 생산 대수는 40대로 첫 출시 이후 매진되었다.디보는 2020년 4월 연말에 납품을 시작하여 최종 테스트를 거쳤으며,2021년 7월 23일까지 생산되었다.

## 경쟁 차종
리막 오토모빌리
- 리막 네베라

맥라렌 오토모티브
- 맥라렌 720S
- 맥라렌 765LT
- 맥라렌 세나
- 맥라렌 스피드테일

젠보 오토모티브
- 젠보 TS1 GT

## 게임에서의 등장
- 그랜드 테프트 오토
- 니드 포 스피드
- 더 크루 2
- 리얼 레이싱 3
- 아스팔트 8: 에어본
- 아스팔트 9: 레전드
- 포르자 호라이즌 4
- 포르자 호라이즌 5
- BeamNG.drive

## 같이 보기
- 부가티 시론
- 부가티 비전 그란 투리스모